# Страхово (Заокский район)
Стра́хово — село в Заокском районе Тульской области России.
В рамках административно-территориального устройства является центром Страховского сельского округа Заокского района, в рамках организации местного самоуправления — административный центр Страховского сельского поселения.

## География
Расположено на речке Скнижка, в 3 км от реки Ока, в 6 км западнее районного центра посёлка Заокский и железнодорожной станции Тарусская, 70 км от Тулы и в 107 км к югу от Москвы.
Село граничит с памятником природы «Зелёная зона дома отдыха Велегож». В 2 км от села находятся государственный мемориальный историко-художественный и природный музей-заповедник Поленово и село Бёхово. В 3 км село Велегож.

## Население
| 1859 | 1915 | 2002 | 2010 |
| ---- | ---- | ---- | ---- |
| 428  | ↘424 | ↗661 | ↘577 |

В 1859 году в селе имелся 51 двор, где проживали 187 мужчин и 241 женщина.

## Этимология
По легендам, название села связано с именем московского изменника, белёвского дворянина, разбойника Кудеяра. Поселившись в лесу со своей шайкой у Оки, вблизи села, он наводил страх на жителей этой местности. Отсюда и пошло название — Страхово.

## Инфраструктура
К населённому пункту подходит асфальтовая дорога. В селе имеется: газ, центральное водоснабжение, школа, фельдшерский пункт, сельская администрация, почта, библиотека и магазины. На подъезде к селу установлен памятник погибшим односельчанам в годы Великой Отечественной война 1941—1945 годов, куда занесены фамилии около 400 человек. Рядом с памятником установлен поклонный крест.

## История
В различное время селом владели: генерал-аншеф, сенатор Пётр Дмитриевич Еропкин, затем его сестра М.Д. Татищева. В середине XIX столетия село приобрёл камергер, действительный статский советник Христофор Екимович Лазарев, женатый на княжне Е. Э. Манукбей (1808—1880), в дальнейшем их дочь А. Х. Делянова (1830—1895) с мужем министром народного просвещения, графом Иваном Давыдовичем Деляновым. Далее село перешло её сестре княжне Е.Х. Абамелек-Лазарева (1832—1904) с мужем полковником, князем С. Д. Абамелик.
Село входило в Алексинский уезд Тульской губернии.
До 1960-х годов село располагалось на невысоком берегу речки Скнижка, на тракте ведущем от железнодорожной станции Иваново (сов. Тарусская) до г. Таруса, где в зимнее время через Оку переправлялись по льду, в летнее время по понтонному мосту или лодках.

## Достопримечательности

### Знаменская церковь
Памятник архитектуры начала XVIII столетия, о чём на церкви установлена памятная плита. В описание приходов Тульской епархии так описано о селе: «Страхово лежит в лесистой местности при почтовой дороге из Тарусы на станцию Иваново (сов. Тарусская) на расстоянии 70-и вёрст от Тулы и 30 вёрст от Алексина. Время первоначального образования прихода не известно, но можно полагать, что это связано с постройкой каменного храма во имя Знамения Пресвятой Богородицы. Кирпичный храм построен на средства А.И. Плещеевой в 1713—1715 годах. За образец была взята Владимирская церковь Москвы. Архитектурно представляла собой завершённой главой восьмерик на двухсветном четверике. Декор церкви не располагал сложных абрису элементов: углы широкие лопатки с перегибом, верхние обрезы стен отделаны неширокими городчатыми карнизами, окна подчёркнуты рамками с карнизами-бровками. В начале 1860-х годов на средства дачевладельцев Лазаревых был обновлён устройством нового пятиярусного иконостаса и нового предела в честь Усекновения Главы святого Иоанна Предтечи. В состав прихода входили: село Страхово, деревни Скрыново и Тяпкино с населением 367 душ мужского пола и 534 женского пола. К Знаменскому приходу с. Страхово приписан соседний Николаевский приход села Кошкина, состоящий из 145 душ обеих полов. Храм в Кошкино ветхий, деревянный, построен (1763). Притч, соединённый из 2-х приходов в один состоит из священника, дьякона и псаломщика. В пользу прихода поступают проценты с 300 рублей и церковная земля, в количестве 72 десятин, из которых 36 при селе Страхово и столько же при селе Кошкино. В селе имелась земская школа».
Церковь закрыта в 1930-х годах, в ней располагались различные учреждения и к 1980-м годам оказалась заброшена, утрачена колокольня. В 2000-х годах передана верующим и начата реставрация. В настоящее время церковь, за исключением колокольни, восстановлена и действует, ведутся службы. Вокруг церкви располагалось кладбище, от которого осталось три старинных надгробия.

### Усадьба
В селе имелся небольшой усадебный комплекс простой архитектуры, который включал барский дом, хозяйственные постройки и небольшой липовый парк, расположенные рядом с церковью. Каменный барский дом с толстыми кирпичными стенами и сводчатым подклетом построен до 1768 года. Первоначально стены имели широкие плоские лопатки, которые на фасадах создавали барочный каркас, междуэтажный карниз и набор наличников, был покрыт тёсом. После переделки появился строгий декор.
В настоящее время барский дом в удовлетворительном состоянии, на первом этаже расположены почта и библиотека, на втором администрация сельского поселения Страховское.

### Школа В. Д. Поленова
Одноэтажное, простое здание восьмилетней школы построено напротив церкви в 1911 году, на средства и по проекту художника В. Д. Поленова и его жены Натальи Васильевны. Здание школы было совсем простое, с раздвижной стеной между двумя классами, превращающей их в сцену и зрительный зал. Кроме обычных занятий в школе преподавали уроки изобразительного искусства, которые проводила сама Наталья Владимировна. В 1913 году состоялось первое театрализованное представление. В 1918—1920 годах, младшая дочь художника — Наталья Васильевна организовала в школе детский театр. Занятия не прерывались даже в годы Великой Отечественной войны. С начала 1950-х годов, дочь художника Ольга Васильевна Поленова вела в школе лекционную работу по истории изобразительного искусства и ей был организован кружок друзей музея. В 1989 году школа закрылась и в советское время здесь располагались различные учреждения. Дважды школа горела и здание было почти разрушено. В 2012 году здание передано музею-заповеднику Поленово и в течение двух лет проводились восстановительные работы, значительно расширены площади школы. Торжественное открытия состоялось 26 сентября 2014 года.
В настоящее время в ней расположен центр детского творчества, который входит составной частью в государственный мемориальный историко-художественный и природный музей-заповедник В. Д. Поленова. Здесь регулярно проводятся мастер-классы и занятия по живописи, народным ремеслам, уроки танцев, организована воскресная школа и многое другое. Центр прекрасно оборудован, имеются: библиотека, гончарный круг, ткацкий станок, печь для обжига керамики, кинозал, оборудованный класс для занятий танцами. Экспонируются работы учащихся, организован небольшой музей по истории школы. Бывшим учащимся передана в дар коллекция камней и минералов. Экспонируются театральные костюмы.

## Кино
- «Мы жили по соседству» — художественный фильм (1981), снимался в с. Страхово, режиссёр Н. И. Лырчиков.